# Список об'єктів, названих на честь Бернгарда Рімана
Наступне було названо на честь Бернгарда Рімана (нім. Georg-Friedrich-Bernhard Riemann; 1826—1866) — німецького математика, механіка і фізика:
теореми
- Теорема Рімана про умовно збіжний ряд
- Теорема Рімана про відображення
- Теорема Рімана — Роха

функції, формули
- Дзета-функція Рімана
- Формула Рімана — Гурвіца[en]

інтеграли
- Інтеграл Рімана-Стілтьєса
- Інтеграл Рімана
- Інтеграл Рімана в ст. Інтеграл

тензори
- Нульовий тензор Рімана
- Антисиметризація тензора Рімана
- Складові частини тензора Рімана в ст. Розклад Річчі
- Вираження кривин Гауса парного степеня через тензор Рімана

інше
- Ріманова геометрія
- Ріманова поверхня
- Сфера Рімана
- Умови Коші — Рімана
- Умови Коші — Рімана в ст. Перетворення Беклунда
- Гіпотеза Рімана
- Гіпотеза Рімана в ст. Проблеми тисячоліття
- принцип Рімана — Шварца
- Диференційне рівняння Рімана[en]